# Lussivolutopsius
Lussivolutopsius is een geslacht van weekdieren uit de klasse van de Gastropoda (slakken).

## Soorten
- Lussivolutopsius emphaticus (Dall, 1907)
- Lussivolutopsius filosus (Dall, 1919)
- Lussivolutopsius furukawai (Oyama, 1951)
- Lussivolutopsius hydractiniferus Kantor, 1983
- Lussivolutopsius ivanovi Kantor, 1983
- Lussivolutopsius limatus (Dall, 1907)
- Lussivolutopsius marinae Kantor, 1984
- Lussivolutopsius memmi Kantor, 1990
- Lussivolutopsius ochotensis Kantor, 1986
- Lussivolutopsius strelzovae Kantor, 1990